# Edith Meller
Edith Meller, született Meller Edith Karolina (Budapest, Terézváros, 1897. szeptember 16. – Berlin, 1953. október 18.) magyar származású német színésznő. 

## Élete
Meller Lajos kereskedő és Klug Eugénia Amália gyermekeként született. Bécsben nőtt fel, ahol színészetet tanult. Leopold von Berchtold osztrák-magyar külügyminiszter feleségének köszönhetően szerepet kapott az 1916-os Bogdan Stimoff című filmben. A filmben Edith Möllernek nevezte magát.  Ezt számos szerep követte. 
Rendszeresen főszerepeket alakított, ideértve a Nemzeti Film által készített E. Marlitt regények adaptációit is. Többször szerepelt Georg Jacoby által rendezett filmekben, akihez 1922. április 20-án Bécsben feleségül ment, ám a 20-as évek közepén elváltak. Nem sokkal később véget ért filmes karrierje. 
Zsidó származásúként nem engedték meg számára, hogy művészi foglalkozást folytasson a Harmadik Birodalomban. A Birodalmi Filmkamara (Reichsfilmkammer) dokumentumai alapján úgynevezett teljesen zsidó nőnek tekintették. 1936-ban egy Edith nevű lány anyja lett Berlinben. A második világháború alatt, amikor a németországi zsidók deportálása nagy lendületet vett, Jacoby és akkori felesége, Rökk Marika felajánlotta az üldözötteknek Fekete-erdei villájukat. A pár ezt Alfred Zeisler filmproducertől vásárolta, aki néhány évvel korábban az Egyesült Államokba emigrált. 

## Filmjei
- 1916: Bogdan Stimoff
- 1916: Benjamin, der Schüchterne
- 1916: Die Entdeckung Deutschlands
- 1917: Die wilde Ursula
- 1917: Der feldgraue Groschen
- 1917: Der Antiquar von Straßburg
- 1917: A kereskedelmi tanácsos házánál (Im Hause des Kommerzienrats)
- 1918: Weißes Gold
- 1918: Das Heideprinzeßchen
- 1919: Ich lasse dich nicht
- 1920: Va banque
- 1920: Die Frau ohne Seele
- 1920: A bijapuri párduc (Indische Rache)
- 1920: Die Geschichte des grauen Hauses
- 1921: Az ezerarcú ember (Der Mann ohne Namen)
- 1921: Az elvarázsolt fellegvár (Die Bergkatze)
- 1921: Das Geheimnis der Santa Maria
- 1922: Die Lüge eines Sommers
- 1922: Wenn die Maske fällt
- 1922: Die Schneiderkomteß
- 1922: Der bekannte Unbekannte
- 1922: Der Abenteurer
- 1923: A fehér mennyország (Das Paradies im Schnee)
- 1924: Komödianten des Lebens
- 1925: Husarenfieber
- 1929: Wir halten fest und treu zusammen
- 1929: Meineid

## Fordítás
- Ez a szócikk részben vagy egészben  az   Edith Meller című német Wikipédia-szócikk ezen változatának fordításán alapul.  Az eredeti cikk szerkesztőit annak laptörténete sorolja fel. Ez a jelzés csupán a megfogalmazás eredetét és a szerzői jogokat jelzi, nem szolgál a cikkben szereplő információk forrásmegjelöléseként.